# Йоржик

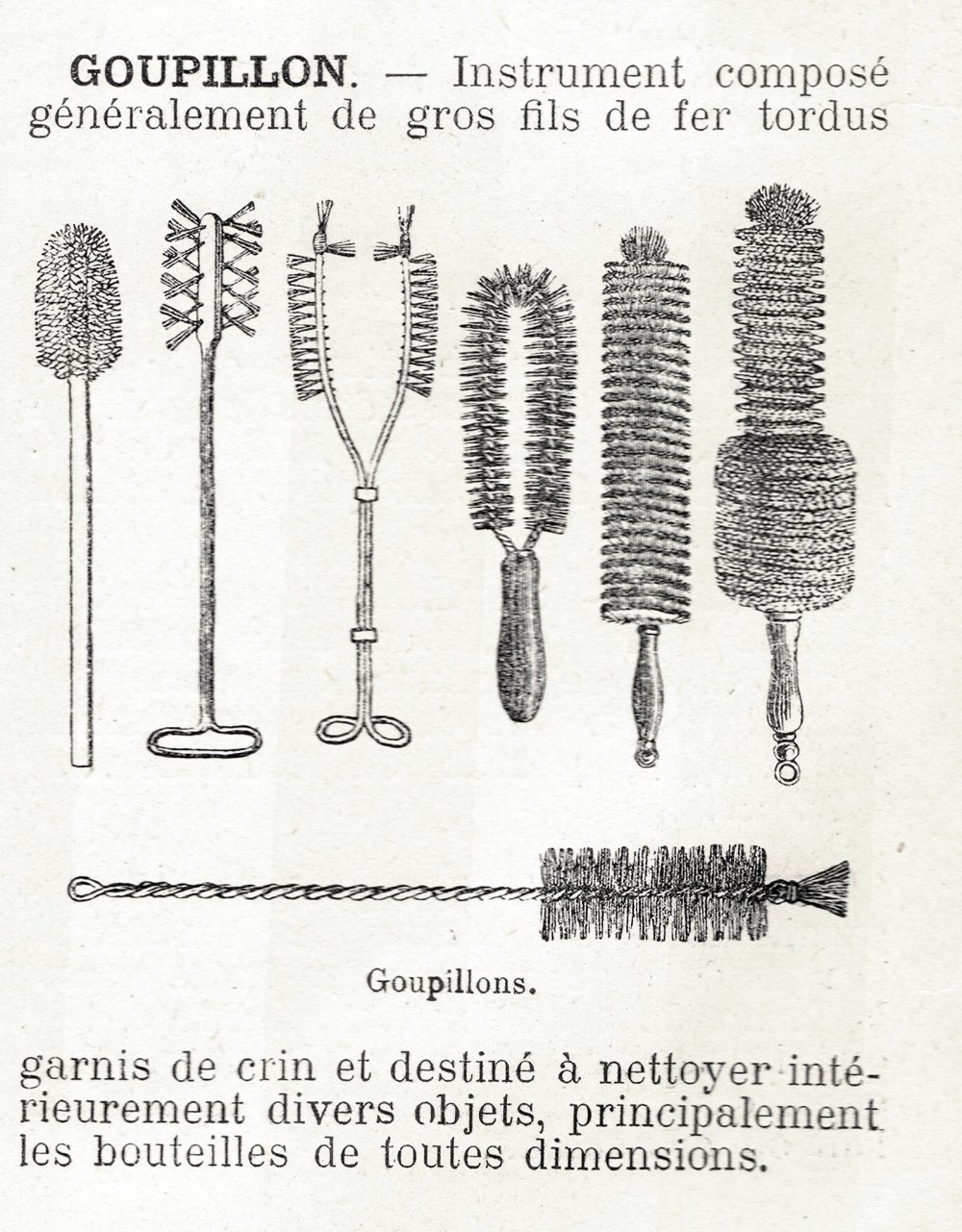
Йоржики

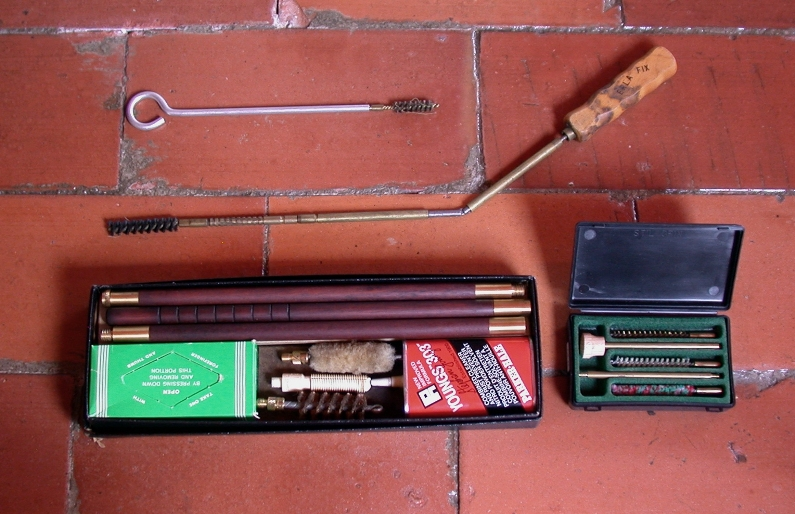
Йоржики і протирки для догляду зброї

Йоржик, йорж — інструмент для чистки внутрішніх поверхонь різних речей. Зазвичай це щітка на ручці. Матеріали та форма бувають різними.
Застосування:
- миття пляшок, банок тощо;
- миття унітазів;
- прибирання іржі, наприклад, зі стволів стрілецької зброї (в АК йоржик входить до приладдя і нагвинчується на шомпол);